# Lučko
Lučko är en ort i Kroatien.   Den ligger i länet Zagreb, i den centrala delen av landet, 10 km sydväst om huvudstaden Zagreb. Lučko ligger 116 meter över havet och antalet invånare är 2 855.
Terrängen runt Lučko är huvudsakligen platt, men norrut är den kuperad. Runt Lučko är det ganska glesbefolkat, med 24 invånare per kvadratkilometer. Närmaste större samhälle är Zagreb - Centar, 10,1 km nordost om Lučko. Runt Lučko är det i huvudsak tätbebyggt.